# Jungnang-Sportplatz
Der Jungnang-Sportplatz (kor. 중랑구립잔디운동장) ist ein Fußballstadion mit Leichtathletikanlage in der südkoreanischen Stadt Seoul, Jungnang-gu. Die 2002 errichtete Anlage dient seit 2012 als Heimspielstätte des Seoul Jungnang FC, der aktuell (2021) in der K4 League spielt.